# Regierungsbezirk Minden

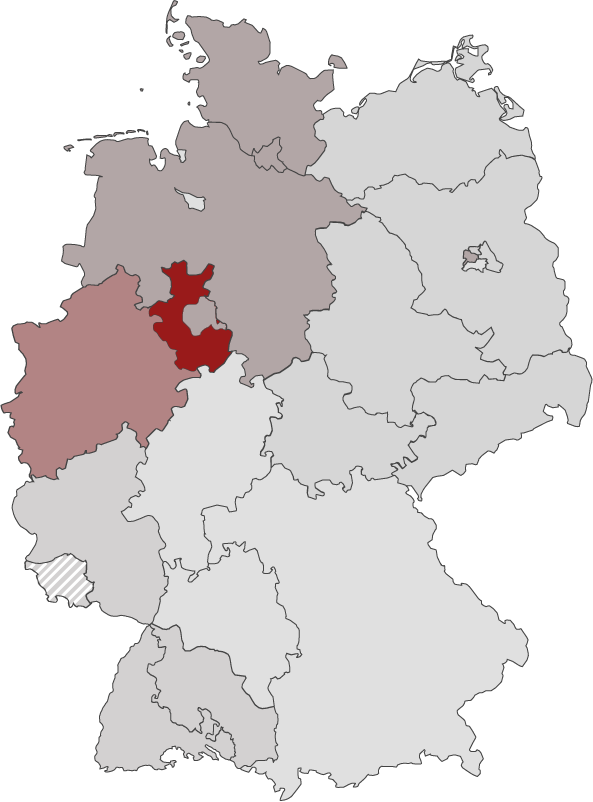
Regierungsbezirk Mindens läge i Nordrhein-Westfalen.

Regierungsbezirk Minden var ett regeringsområde i nordöstligaste delen av den preussiska provinsen Westfalen åren 1816–1947. Det hade en areal på 5 262 km² och 736 128 invånare (1910), varav en tredjedel romerska katoliker. Huvudort var Minden och regeringsområdet var indelat i 11 kretsar.
Regeringsdistriktet upphörde 1947, när det slogs samman med Fristaten Lippe för att bilda Regierungsbezirk Detmold i det nya förbundslandet Nordrhein-Westfalen.

## Källa
Den här artikeln är helt eller delvis baserad på material från Nordisk familjebok, Minden, 1904–1926.